# Chorafákia
Chorafákia är ett berg i Grekland.   Det ligger i regionen Kreta, i den södra delen av landet, 280 km söder om huvudstaden Aten. Toppen på Chorafákia är 385 meter över havet.
Terrängen runt Chorafákia är kuperad åt nordost, men åt sydväst är den bergig.Runt Chorafákia är det ganska glesbefolkat, med 24 invånare per kvadratkilometer. Närmaste större samhälle är Chania, 8,4 km norr om Chorafákia. 